# Praia da Luz

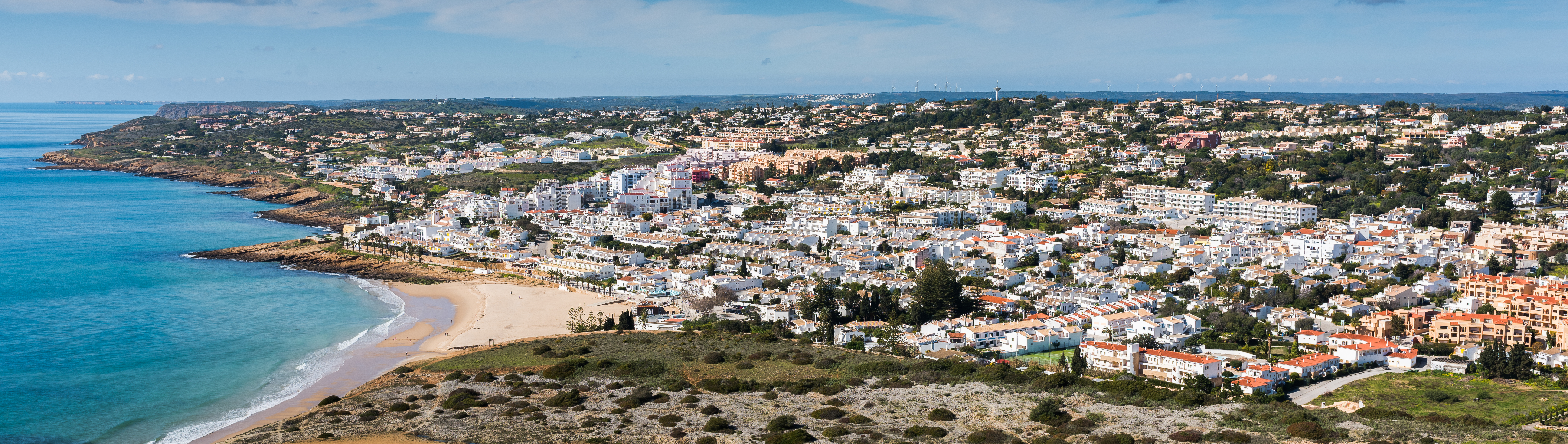
Praia da Luz i februari 2015.

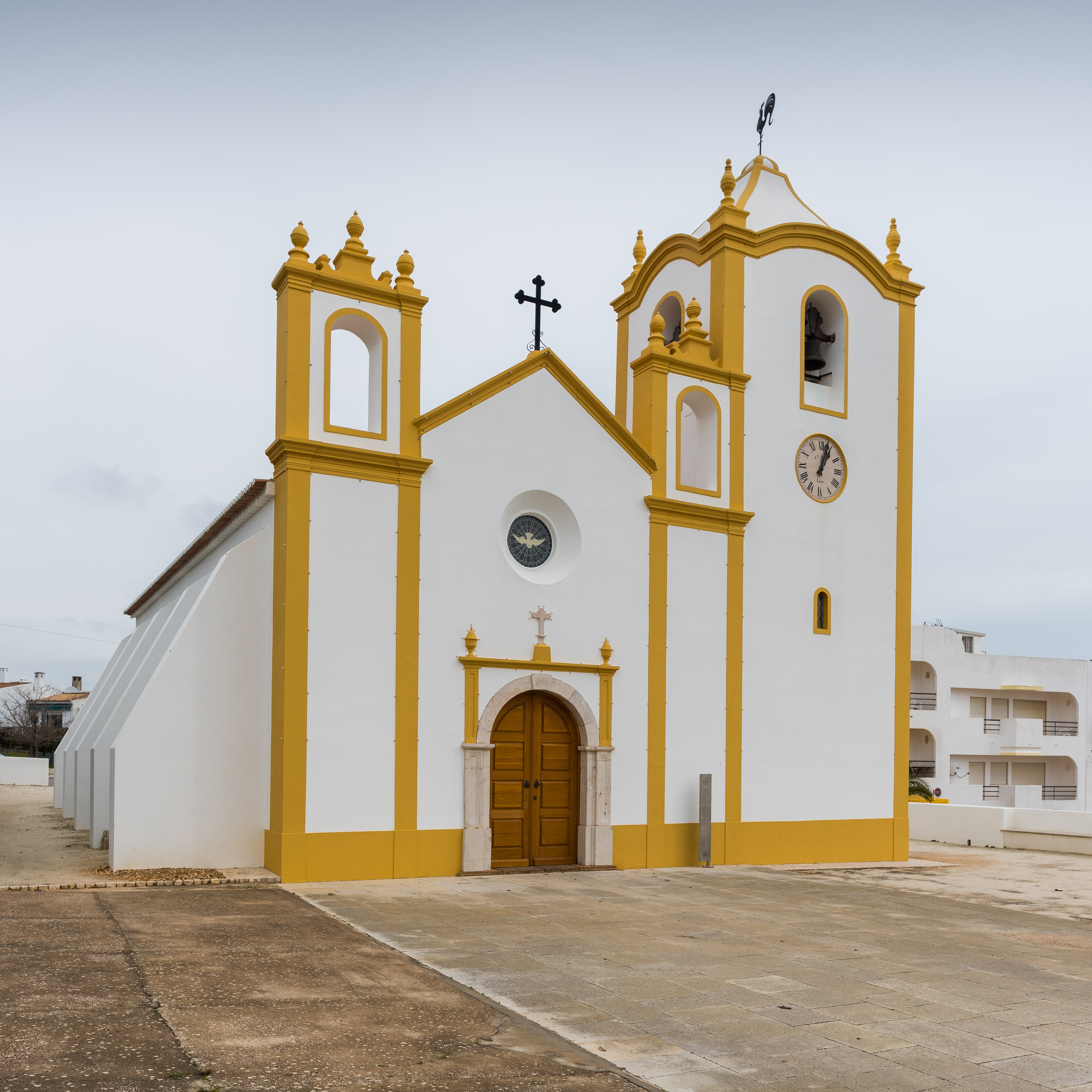
Kyrkan Igreja da Luz de Lagos.

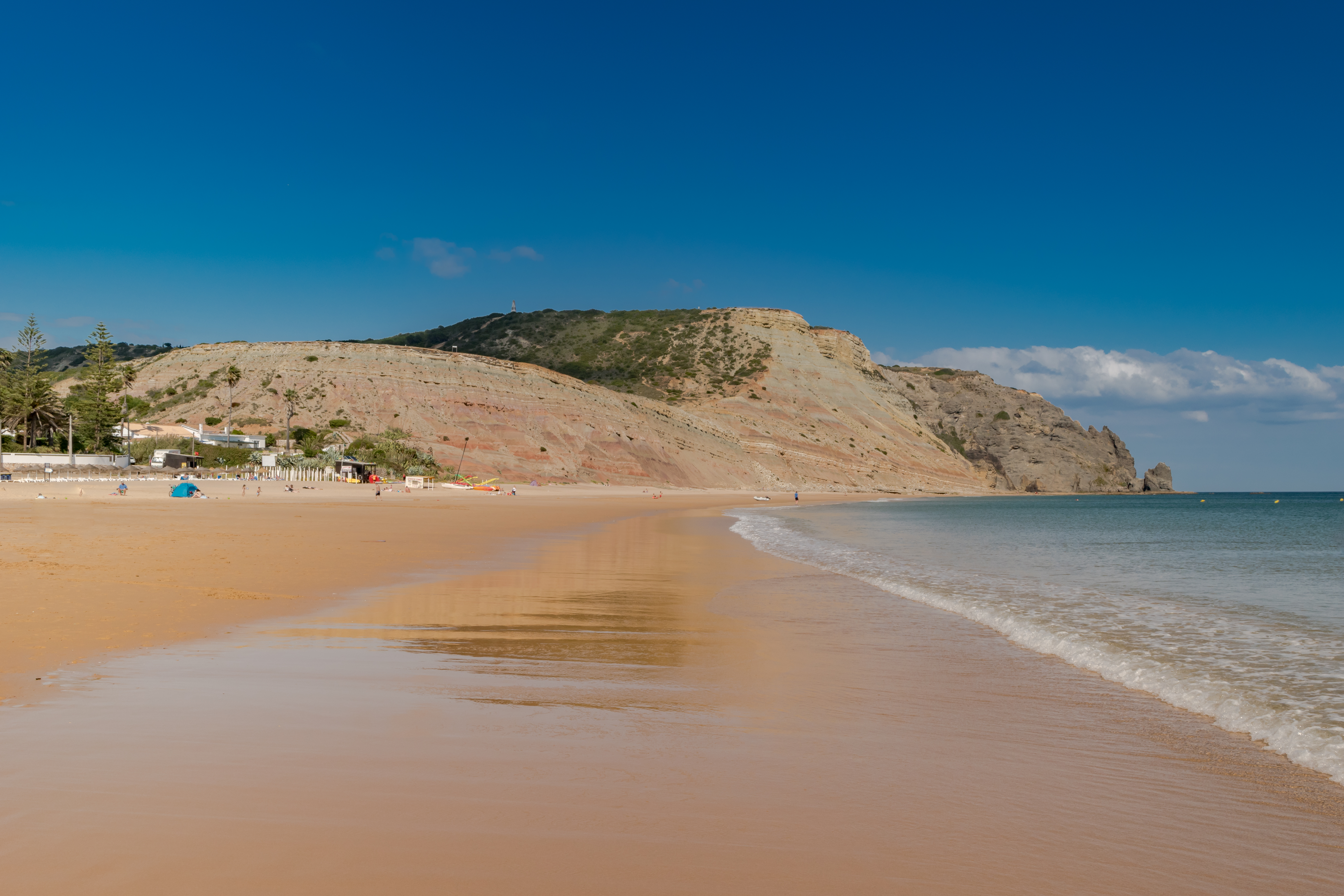
Praia da Luz.

Praia da Luz, officiellt Luz, är en ort som ligger 6 kilometer väster om staden Lagos i Algarve i södra Portugal, i Lagos kommun. Invånarantalet år 2011 var 3 545, på en yta av 21,78 km² (freguesia). Orten är även känd som Luz de Lagos eller Vila da Luz vilket är en förkortning av dess tidigare officiella namn Vila da Nossa Senhora da Luz. Namnet Praia da Luz, som betyder "Ljusets strand", används för både orten och stranden. Orten var ursprungligen en liten fiskeby. Fiske bedrivs idag emellertid endast från mindre byar väster om semesterorten. 
Praia da Luz är i dag en medelstor semesterort med hotell och privata bostäder. I Praia da Luz försvann treåriga engelska flickan Madeleine McCann den 3 maj 2007 och fallet kom att få stor uppmärksamhet i media.